# Lestes congener
Lestes congener är en trollsländeart som beskrevs av Hagen 1861. Lestes congener ingår i släktet Lestes och familjen glansflicksländor. Inga underarter finns listade i Catalogue of Life.

## Bildgalleri

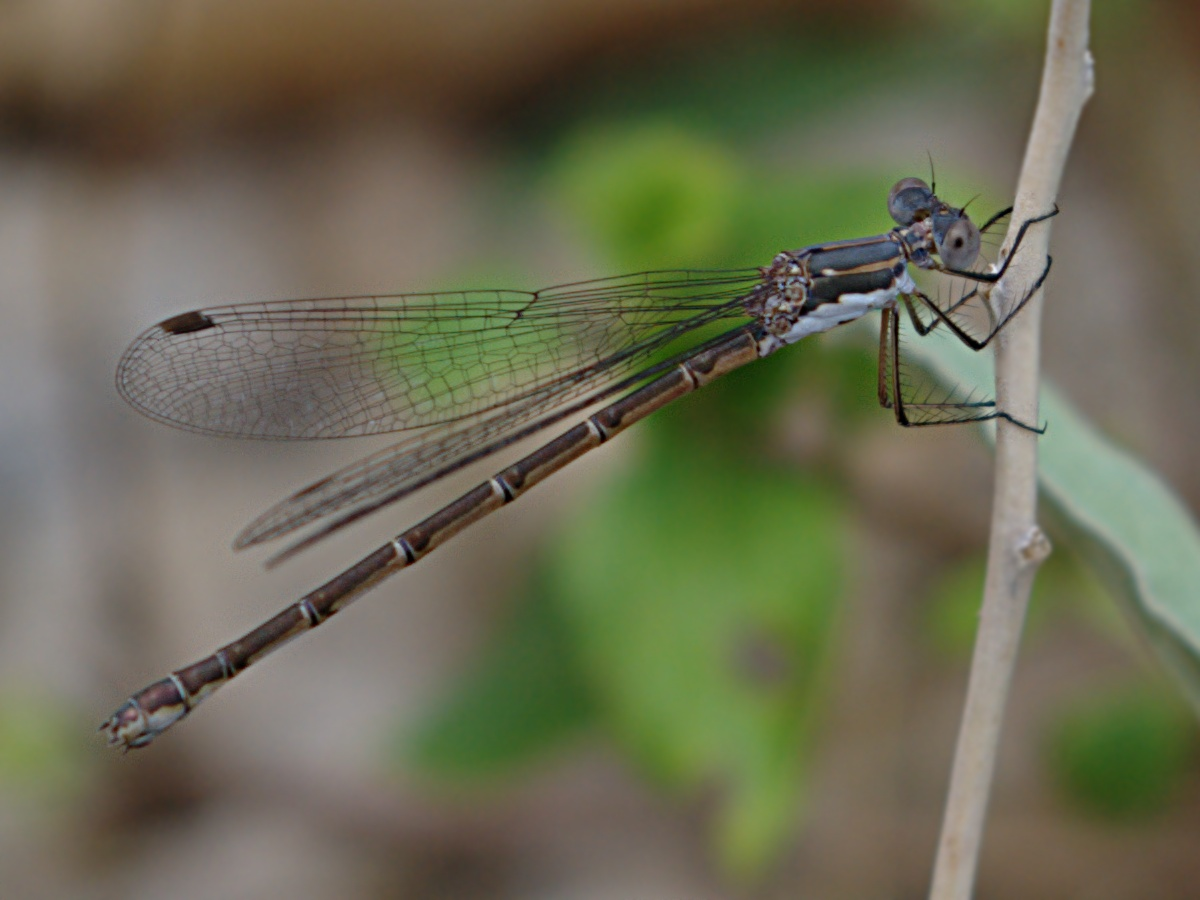